# Прорыв (мемориал)
Проры́в — мемориальный комплекс в Кировском районе Ленинградской области, входящий в Зелёный пояс Славы. С 1990 года имеет статус музея-заповедника «Прорыв блокады Ленинграда».
- Музей-диорама.
- Музей-панорама.
- Экспозиция военной техники — располагается рядом с панорамой на территории музеев, представлена танками времён Великой Отечественной войны, участвовавших в боях за Ленинград.

Техника была поднята со дна Ладожского озера, танк КВ-1с находился в болоте возле деревни Турышкино:
- Танк КВ-1 — поднят со дна Ладоги участниками клуба «Поиск» из Беларуси в апреле 2003 года. Находится в экспозиции с сентября 2003 года.
- Танк Т-26 — поднят в том же году, установлен в январе 2005 года.
- Танк Т-38 — поднят в феврале 2005 года, установлен в мае 2005 года
- В 2007 году в январе были установлены ещё 2 танка: танк КВ-1с и танк БТ-5

Техника восстановлена на Невском судостроительном заводе.